# Johanna Wanka
Johanna Wanka (ur. 1 kwietnia 1951 w Rosenfeld) – niemiecka polityk, matematyk i nauczyciel akademicki, działaczka Unii Chrześcijańsko-Demokratycznej (CDU), minister w rządach Brandenburgii i Dolnej Saksonii, w latach 2013–2018 minister edukacji i badań naukowych w rządach federalnych Angeli Merkel.

## Życiorys
W 1970 ukończyła szkołę średnią w Torgau, a w 1974 matematykę na Uniwersytecie w Lipsku. Od tegoż roku zawodowo związana z uczelnią zawodową Hochschule Merseburg, doktoryzując się w 1993. W latach 1994–2000 pełniła funkcję rektora tej uczelni.
W 1989, w okresie poprzedzającym przemiany demokratyczne w NRD, współtworzyła lokalne struktury ruchu obywatelskiego Neues Forum w Merseburgu. Od 1990 do 1994 zasiadała w radzie powiatu. W 2001 dołączyła do CDU. Rok wcześniej objęła stanowisko ministra nauki, badań naukowych i kultury w rządzie Brandenburgii. Urząd ten sprawowała do 2009. Następnie przez rok była przewodniczącą frakcji chadeckiej w landtagu, w którym zasiadała od 2004. Pełniła w międzyczasie również funkcję przewodniczącej CDU w Brandenburgii. Od 2010 do 2013 była ministrem nauki i kultury w rządzie Dolnej Saksonii.
W lutym 2013 zastąpiła Annette Schavan na stanowisku ministra edukacji i badań naukowych w federalnym rządzie Angeli Merkel. Pozostała na tej funkcji również w utworzonym w grudniu tegoż roku trzecim gabinecie dotychczasowej kanclerz. Zakończyła urzędowanie w marcu 2018.